# Yad soledet bo
La frase ebraica yad soledet bo (in ebraico יד סולדת בו‎?, il grado di calore "da cui la mano rifugge") è un principio della Halakhah che governa quelle leggi che si occupano di cucina e cottura.
Il termine può essere definito come "ustione/bruciore" ed è quella temperatura che provoca il riflesso di sottrarre immediatamente la mano dalla fonte di calore. Il Talmud inoltre si riferisce a questo grado di calore come a quello che scotterebbe l'addome di un bambino.

## Interpretazione
La temperatura che costituisce yad soledet bo è tuttora dibattuta.  Sebbene Rabbi Moshe Feinstein abbia sentenziato che la temperatura di 110 °F (43 °C) debba essere considerata yad soledet bo come questione pratica, ha anche avvertito che il yad soledet bo definitivo possa raggiungere persino i 160 °F (71 °C). Nella pratica si deve applicare la temperatura più rigorosa delle due. Seguendo il principio dello sfeika d'oraita l'chumra (dubbio legale nella Legge ebraica), un dubbio nell'ambito della legge biblica deve essere risolto propendendo per il rigore. Nel caso di una questione se o meno ci sia una violazione dello Shabbat nel riscaldare liquidi a 120 °F (49 °C), la risposta è affermativa, perché questa temperatura supera i 110 °F (43 °C); questo è un esempio di sentenza "rigorosa" in base alla temperatura più bassa. Come spiegato in dettaglio più avanti, i liquidi che sono già stati cotti completamente non sono più soggetti alle stesse restrizioni dei liquidi crudi in termini di bishul (cottura) se rimangono caldi, e nei casi di leggi bibliche bishul , i liquidi precotti dovrebbero aver raggiunto una temperatura di 160 °F (71 °C) per essere correttamente considerati precotti; questo è un esempio di sentenza "rigorosa" in base alla temperatura più alta.
Una pratica comune quando si produce vino kosher è quello di renderlo yayin mevushal (יין מבושל, "vino cotto"); ciò viene fatto al fine di consentire di maneggiarlo da coloro che non osservano lo Shabbat, che siano ebrei o gentili. Sebbene questa procedura di cottura venisse inizialmente realizzata portando il vino o il succo d'uva ad ebollizione, recenti progressi tecnologici hanno consentito di ottenere una pastorizzazione flash (veloce) per integrare questo sistema. Secondo un produttore di vino kosher, tutto il suo vino Mevushal viene velocemente pastorizzato ad almeno 185 °F (85 °C), ben sopra ai rigorosi 160 °F di Rabbi Feinstein. Tuttavia, ci sono autorità ancor più esigenti di Rabbi Feinstein in questa materia, che richiedono fino a 190 °F (88 °C).
Si discute inoltre se questa sia una temperatura soggettiva per cui diverse persone possano stabilire diverse temperature a seconda del proprio yad soledet bo personale. Il talmudista polacco Joshua Falk (1555–1614) dubita che yad soledet bo possa essere nient'altro che quella temperatura che oggettivamente scotti l'addome di un bambino, perché la temperatura alla quale la gente istintivamente ritira la mano da una fonte di calore non è universale. Altre autorità, tra cui Asher ben Jehiel, non esitano ad equiparare le due temperature. Il posek (decisore) Yaakov Chaim Sofer  (1870–1939) cita l'opera di Yosef Chaim, Ben Ish Chai,, che afferma che si può sapere se qualcosa non è yad soledet bo mettendosela in bocca senza superare i normali limiti di cibo troppo caldo per mangiarlo o berlo.